# Sunwoo Sun
Sunwoo Sun (de nacimiento Jung Yoo-jin) es una actriz surcoreana. 

## Biografía
En el 2018 Sunwoo comenzó a salir con la estrella de acción y director de artes marciales Lee Soo-min, en junio del 2019 la pareja anunció que se habían comprometido después de un año de relación y en julio del mismo año se casaron.

## Carrera
Debutó como actriz en 2003, pero alcanzó fama en 2009 con el drama Queen of Housewives. Otras notables películas y series incluyen My New Partner (2008), Running Turtle (2009), y Will It Snow for Christmas? (2009).

## Filmografía

### Cine
| Año  | Título                          | Rol                | Notas                |
| ---- | ------------------------------- | ------------------ | -------------------- |
| 2003 | My Wife Is a Gangster 2         | mafiosa china      |                      |
| 2006 | My Scary Girl                   | Jung-hwa           |                      |
| 2007 | Off Road                        | Ji-soo             |                      |
| 2008 | While You Were Sleeping         | esposa             | short film           |
| 2008 | The Little Prince               | cameo              |                      |
| 2008 | A Man Who Was Superman          | escritora Kim      |                      |
| 2008 | My New Partner                  | Yoo-ri             |                      |
| 2008 | A Boy Who Is Walking in the Sky | María              |                      |
| 2009 | Running Turtle                  | Kyeong-joo         |                      |
| 2009 | Jeon Woo-chi: The Taoist Wizard | doctora/Goblin     |                      |
| 2011 | Battlefield Heroes              | Gap-sun            |                      |
| 2012 | Super Star                      | ella mismo (cameo) |                      |
| 2012 | Modern Family                   | Kim In-ah          | segmento: "E.D. 571" |
| 2014 | Innocent Thing                  | Seo-yeon           |                      |
| 2016 | The Legend of a Mermaid         |                    |                      |

### Serie de televisión
| Año  | Título                              | Rol          | Red  |
| ---- | ----------------------------------- | ------------ | ---- |
| 2004 | Forbidden Love                      | guerrera     | KBS2 |
| 2009 | Queen of Housewives                 | Eun So-hyun  | MBC  |
| 2009 | Will It Snow for Christmas?         | Lee Woo-jung | SBS  |
| 2010 | Drama Special "The Woman Next Door" | Mi-joo       | KBS2 |
| 2011 | Detectives in Trouble               | Jin Mi-sook  | KBS2 |
| 2013 | A Hundred Year Legacy               | Uhm Ki-ok    | MBC  |

### Espectáculo de variedades
| Año       | Título                                        | Red      |
| --------- | --------------------------------------------- | -------- |
| 2009      | It City: Sunwoo Sun's Mariana - Something New | Olive    |
| 2010      | It Travel: Sunwoo Sun in Guam and Rota        | Trend E  |
| 2010-2011 | The Secret Manual of Money                    | SBS Plus |
| 2015      | Some Guys, Some Girls                         | SBS      |